# Татої

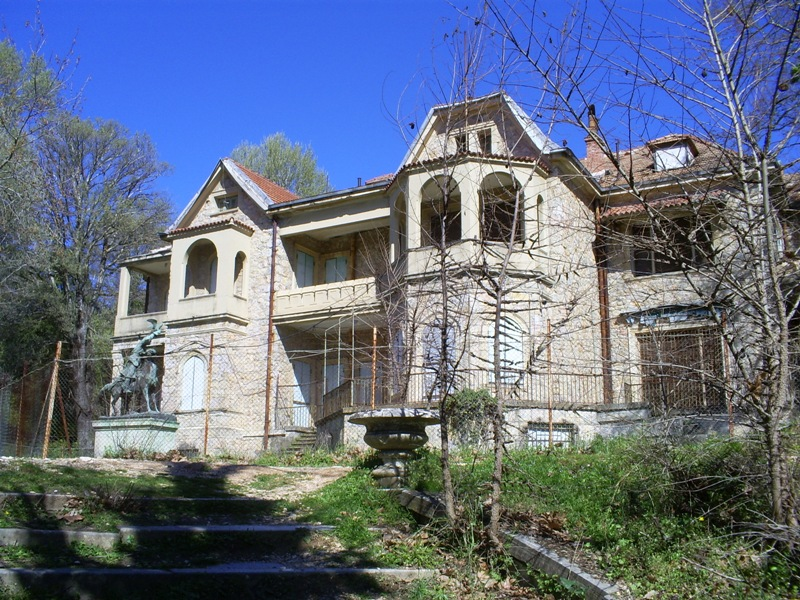
Закинутий палац

Татої (грец. Τατόι) — колишній заміський палац грецьких королів і місце поховання членів королівської родини за 27 км від центру Афін (15 км від межі міста).

## Палац
Розташований на лісистому схилі гори Парніта в Аттиці. Палац збудовано у 1870-1880-их роках за розпорядженням Георга I архітектором Саввою Букісом, наслідуючи комплексу Петергофа (дружина Георга, Ольга Костянтинівна, була племінницею російського імператора Олександра II). В комплексі резиденції були дві церкви (Пророка Іллі, 1873, та Воскресіння Христа, 1899), будівлі придворних служб, телеграф, винний та молочний заводи, три конюшні. В парку розміщена статуя «Царський сокольничий» роботи Євгена Лансере.
1916, за три роки після загибелі засновника Татої, короля Георга I, пожежа знищила значну кількість будівель, надалі доба політичної нестабільності не сприяла відновленню палацу. У 1930-их роках було проведено реконструкцію комплексу (архітектори: Анастасіос Метаксас і Константінос Сакелларіос).
В Татої народився король Георг II та померли два королі: Олександр I (загинув від укусу кімнатної мавпи та зараження крові) й Павло I. Палац відвідували Микола II, імператриця Австрії Єлизавета, Едуард VII, Єлизавета II, Жаклін Кеннеді. В Татої проводилась низка важливих урядових нарад за часів обох світових війн. Там складали присягу уряди Елефтеріоса Венізелоса, Димітріоса Ралліса та Георгіоса Папандреу-старшого.
Після перевороту «чорних полковників» та вигнання королівської родини в 1960-их роках Татої почав занепадати, частково зруйнувався. Колишній король Костянтин II судився з грецьким урядом в Суді Європейських співтовариств, намагаючись повернути конфіскований після скасування монархії палац, однак отримав тільки невелику компенсацію. 2007 року грецький уряд оголосив про плани створення в закинутому палаці музею.

## Королівський цвинтар
1880 року в парку Татої з'явилось перше поховання — малолітньої дочки Георга I. Серед похованих на королівському цвинтарі Татої — всі грецькі королі з династії Глюксбургів: Георг I, Костянтин I, Олександр I, Георг II і Павло I; низка членів російської імператорської родини — королева Ольга Костянтинівна, велика княжна Єлена Володимирівна, велика княгиня Олександра Георгіївна. Прах останньої було перенесено 1939 року до Греції з СРСР.
Поховання на цвинтарі тривають і після ліквідації монархії в Греції. 1981 року там похована королева Фредеріка Ганноверська, вдова Павла I, а у 1990-их і 2000-их — дві грецькі принцеси, дочки Олександра I та Костянтина I.